# Jürgen Friedrich Ahrens

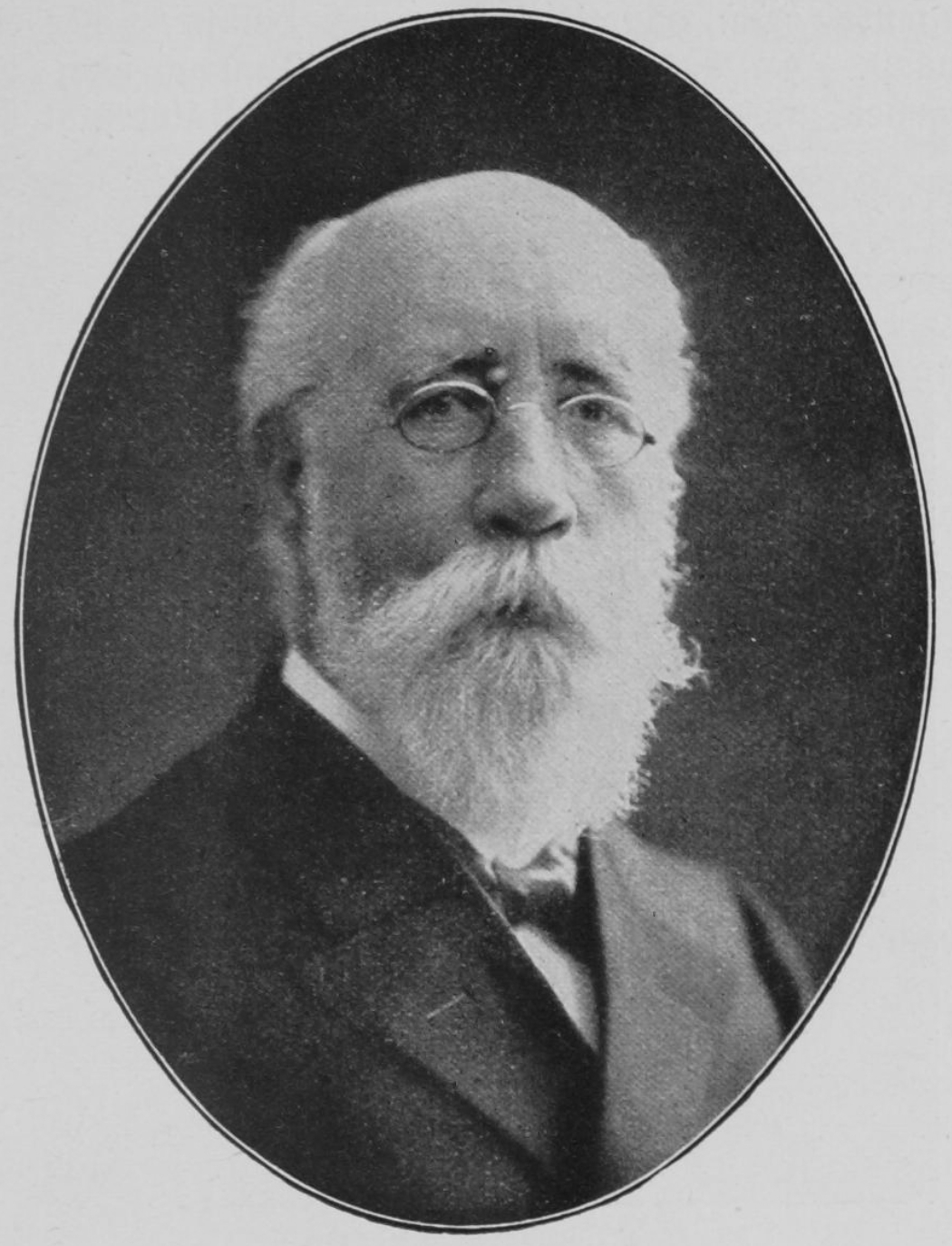
Jürgen Friedrich Ahrens

Jürgen Friedrich Ahrens (* 2. Oktober 1834 in Sarlhusen; † 14. Juli 1914 in Malente) war ein deutscher Lehrer und Heimatdichter. 

## Leben
Aufgewachsen ist er in Aukrug-Bünzen als Sohn eines Brennmeisters. Knappe wirtschaftliche Verhältnisse im Elternhaus, in dem sechs Kinder zu versorgen waren, machten es erforderlich, dass Jürgen Friedrich Ahrens als Hütejunge mitverdienen musste. In Bad Segeberg besuchte er nach seiner Schulzeit das Lehrerseminar und arbeitete ab 1857 als Lehrer in Holstein, unter anderem in Itzehoe und Kiel. Ab 1873 war er hauptamtlicher Direktor der Gewerbeschule in Kiel. 
Im Deutschen Gewerbelehrerverband war er lange Vorstandsmitglied. Ahrens verfasste neben seinen Gedichten Bücher für Fortbildungs- und Gewerbeschulen, schrieb über die Verwendung von Maschinen in Betrieben, über die Lehrerbildung, die Erziehung zum selbständigen Arbeiten der Schüler, Werkunterricht, Wanderfahrten und über Schleswig-Holsteinische Geschichte.
Bis 1903 hatte Ahrens die Gewerbeschule in seiner 30-jährigen Tätigkeit als Direktor so aufgebaut, dass die Zahl der Lehrkräfte von 9 auf 80, die Klassen von 10 auf 88 und die der Schüler von 273 auf 2336 gestiegen war. Im Herbst des gleichen Jahres ging er in den Ruhestand.

## Werke
- Feldblom. Plattdeutsche Gedichte. Richter, (Hamburg 1874); IV, 132 S., neu aufgelegt in Heft 6 der Mitteilungen vom olen Hus, November 2022
- mit Klaus Groth und Willem Schröder: Festgrüsse den Mitgliedern und Freunden des Plattdeutschen Vereins zu Leipzig. Dargebracht am 6. Jan. 1875. Leipzig 1875; 19 S.
- mit Daniel Bartels, August Bielfeld und anderen: Plattdeutsche Gedichte zum Deklamiren. Hamburg 1876; III, 176 S.
- Die Ausgestaltung des gewerblichen Schulwesens : Vortrag, gehalten auf der XII. Wanderversammlung des Verbandes Deutscher Gewerbeschulmänner, Ramm & Seemann, Leipzig, 1900.
- mit Jos Thom Cathiau: Der Deutsche Gewerbeschul-Verband und sein Werk nach fünfundzwanzig Jahren 1887-1912, Seemann, Leipzig 1912.

Schulbücher:
- Die Reform des Kunstgewerbes in ihrem geschichtlichen Entwicklungsgange, Habel, Berlin, 1886.
- Lesebuch für Gewerbeschulen sowie für gewerbliche Fortbildungs- und Fachschulen : zugleich ein Hausbuch für Handwerker zur Selbstbelehrung, Lipsius & Tischer, Kiel / Leipzig, 1890.
- Buchstabenrechnung und Algebra für gewerbliche Fortbildungs- und Fachschulen, Handwerkerschulen, sowie zum Selbstunterricht. Heft 1, Buchstabenrechnung im allgemeinen, Verlag von Lipsius & Tischer, Kiel 1898.
- Buchstabenrechnung und Algebra für gewerbliche Fortbildungs- und Fachschulen, Handwerkerschulen, sowie zum Selbstunterricht. Heft 2, Gleichungen ersten Grades, Verlag von Lipsius & Tischer, Kiel 1925.
- Buchstabenrechnung und Algebra: für gewerbliche Fortbildungs- und Fachschulen, Handwerkerschulen, sowie zum Selbstunterricht. Heft 3, Potenz- und Wurzelrechnung nebst Gleichungen zweiten Grades und Logarithmen, Lipsius & Tischer, Kiel / Leipzig, 1894.
- mit Wilhelm Schmidt: Lesebuch für die Fachklassen des Bäckereigewerbes, Kiel, 1911.